# RTX Corporation
Tập đoàn công nghệ Raytheon là tập đoàn quốc phòng và hàng không vũ trụ đa quốc gia của Mỹ, có trụ sở tại Waltham, Massachusetts. Raytheon là một trong số những tập đoàn công nghệ lớn nhất thế giới trong lĩnh vực hàng không vũ trụ, và sản xuất vũ khí. Công ty đã tham gia nghiên cứu, phát triển, và chế tạo các sản phẩm tiên tiến trong ngành hàng không và quân sự, gồm có động cơ máy bay, thiết bị điện tử hàng không, các bộ phận của máy bay, tên lửa có điều khiển, hệ thống phòng không, vệ tinh, và Phương tiện bay không người lái. Raytheon cũng là một nhà thầu lớn trong lĩnh vực quân sự, và thường xuyên nhận được các khoản đầu tư từ chính phủ Mỹ.
Raytheon được thành lập nhờ sự kết hợp của hai công ty hàng không là United Technologies Corporation (UTC) và Raytheon Company từ ngày 3/4/2020.
Công ty có 4 công ty nhà thầu phụ: Collins Aerospace, Pratt & Whitney, Raytheon Intelligence & Space và Raytheon Missiles & Defense.

## Lịch sử

### Công ty Raytheon
Công ty Raytheon được thành lập vào năm 1922 tại Cambridge, Massachusetts bởi Laurence K. Marshall, Vannevar Bush, và Charles G. Smith với tên gọi American Appliance Company. Công ty được thành lập nhằm nghiên cứu các kỹ thuật làm lạnh mới, sau đó chuyển sang lĩnh vực điện tử. Sản phẩm đầu tiên do công ty chế tạo là mạch chỉnh lưu khí (helium) dựa trên nghiên cứu của Charles Smith với ngôi sao Zeta Puppis.
Vào năm 1925, công ty được đổi tên thành Công ty sản xuất Raytheon và bắt đầu tiếp thị các bộ chỉnh lưu do công ty sản xuất, dưới cái tên Raytheon, và tỏ ra rất thành công. Năm 1928 Raytheon sáp nhập với nhà sản xuất ống điện tử và công tắc Q.R.S. của Mỹ. Đến những năm 1930s, Raytheon đã trở thành nhà sản xuất ống chân không hàng đầu thế giới. Năm 1933, công ty đã tiếp tục mua lại công ty Acme-Delta Company, là nhà sản xuất thiết bị điện, điện tử, biến áp.
Trong thời gian diễn ra chiến tranh thế giới 2, Raytheon đã tham gia sản xuất các ống magnetron sử dụng trong các hệ thống radar vi sóng. Tính đến cuối chiến tranh, công ty đã chiếm thị phần sản xuất magnetron đến 80%. Raytheon cũng đi tiên phong trong việc chế tạo các hệ thống radar hải quân, đặc biệt cho nhiệm vụ chống tàu ngầm. Raytheon đã xếp thứ 71 trong số các nhà thầu quân sự của Mỹ tính về giá trị hợp đồng. Năm 1945, một kỹ sư của Raytheon là Percy Spencer đã phát minh ra Lò vi ba dựa trên hiện tượng vi sóng có khả năng làm nóng thức ăn. Năm 1947, công ty đã đưa lò vi sóng vào thị trường thương mại.
Sau khi chiến tranh kết thúc, Raytheon bắt đầu phát triển hệ thống dẫn đường cho tên lửa đất đối không. Năm 1948, Raytheon bắt đầu chế tạo tên lửa có điều khiển, bao gồm tên lửa phòng không SAM-N-2 Lark, tên lửa không đối không tầm trung AIM-7 Sparrow, và tên lửa phòng không MIM-23 HAWK. Năm 1959, Raytheon đã mua lại công ty điện tử hàng hải Apelco Applied Electronics, việc đầu tư này đã bổ sung thêm về lĩnh vực định vị hàng hải và radio, công ty sau đó đã đổi tên thành Raytheon Company.
Sau khi chiến tranh kết thúc, Raytheon chế tạo các máy phát thanh công suất thấp-trung và các bộ truyền tín hiệu tivi cùng các thiết bị liên quan cho mục đích thương mại. Vào những năm 1950s, Raytheon bắt đầu chế tạo bóng bán dẫn, trong đó có CK722, là loại bóng bán dãn giá rẻ đầu tiên được chế tạo. Dưới sự lãnh đạo của Thomas L. Phillips vào năm 1965, Raytheon tiếp tục mua lại Amana Refrigeration, Inc., một công ty chuyên sản xuất tủ lạnh và máy điều hòa. Với thương hiệu Amana, Raytheon đã bán ra chiếc lò vi sóng gia đình đầu tiên vào năm 1967 và trở thành nhà cung cấp lò vi sóng lớn trên thị trường.
Trong chiến tranh vùng Vịnh năm 1991, các tên lửa Patriot của Raytheon đã chứng tỏ được khả năng của mình, giúp doanh số bán vũ khí của Raytheon cho các quốc gia Đồng minh tăng lên đáng kể. Trong một nỗ lực để thiết lập vị trí dẫn đầu trong lĩnh vực kinh doanh điện tử quốc phòng, Raytheon đã nhanh chóng mua lại E-Systems có trụ sở tại Dallas (1995); Các doanh nghiệp sửa đổi máy bay và điện tử của Tập đoàn Chrysler, và đơn vị quốc phòng Defense Systems & Electronics Group của Texas Instruments (1997). Cũng trong năm 1997, Raytheon mua lại mảng kinh doanh hàng không vũ trụ và quốc phòng của Công ty Máy bay Hughes từ Tập đoàn Điện tử Hughes, một công ty con của General Motors, bao gồm một số dòng sản phẩm trước đây đã từng thuộc về Hughes Electronics, bao gồm cơ sở kinh doanh tên lửa General Dynamics (cơ sở Pomona) trước đây, bộ phận quốc phòng của Delco Electronics (Delco Systems Operations) và Magnavox Electronic Systems.
Tháng 11 năm 2007, Raytheon đã mua lại công ty chuyên sản xuất robot Sarcos, và tháng 10 năm 2009, Raytheon mua lại công ty BBN Technologies. Tháng 12 năm 2010, Applied Signal Technology đã được Raytheon mua lại với giá 490 triệu đô la.
Vào tháng 10 năm 2014, Raytheon đã đánh bại các đối thủ Lockheed Martin và Northrop Grumman để giành được hợp đồng chế tạo hệ thống radar tầm xa thế hệ mới 3DELRR cho Không quân Mỹ trị giá ước tính 1 tỷ USD.

### Raytheon Technologies
Vào tháng 6 năm 2019, United Technologies tuyên bố sáp nhập với công ty Raytheon. Công ty mới thành lập có định giá hơn 100 tỷ USD, trở thành công ty quốc phòng và hàng không lớn thứ hai thế giới về doanh số chỉ sau Boeing. công ty được hợp nhất đã lấy tên là Raytheon Technologies và đặt trụ sở chính tại cơ sở cũ của Raytheon ở Waltham, Massachusetts thay vì cơ sở cũ của UTC ở Farmington, Connecticut. Việc sát nhập hoàn thành vào tháng 4 năm 2020, trở thành Raytheon Technologies. Raytheon Technologies began trading at $51 per share, on the New York Stock Exchange under the ticker RTX.

## Các công ty thành viên
- Pratt & Whitney: Thiết kế và chế tạo động cơ máy bay và động cơ tuốc bin khí.[22]
  - Pratt & Whitney Canada
- Collins Aerospace: Thiết kế và chế tạo hệ thống hàng không vũ trụ cho mục địch thương mại, hợp tác sản xuất máy bay chiến đấu, và là một nhà cung cấp thiết bị chính cho trạm vũ trụ quốc tế. Công ty chuyên cung cấp các sản phẩm hóa dầu, hóa chất, và công nghiệp chế biến thực phẩm, xây dựng và khai khoáng.
- Raytheon Intelligence & Space
- Raytheon Missiles & Defense